# Triviella sanctispiritus
Triviella sanctispiritus is een slakkensoort uit de familie van de Triviidae. De wetenschappelijke naam van de soort is voor het eerst geldig gepubliceerd in 1974 door Shikama.